# Taurocolias
Las taurocolias eran unas fiestas que se celebraban en la ciudad griega de Cícico en honor de Neptuno. Consistían en combates de toros, que se inmolaban a las divinidades después de haberlas enfurecido. Se mencionan en la literatura de Festo.